# Red Rose Speedway
Red Rose Speedway ist das zweite Studioalbum der Gruppe Wings und enthält von Paul McCartney mit Linda McCartney geschriebene Kompositionen. Gleichzeitig ist es das vierte Album von Paul McCartney nach der Auflösung der Band The Beatles. Es wurde am 30. April 1973 in den USA und am 4. Mai 1973 in Großbritannien veröffentlicht.

## Entstehung

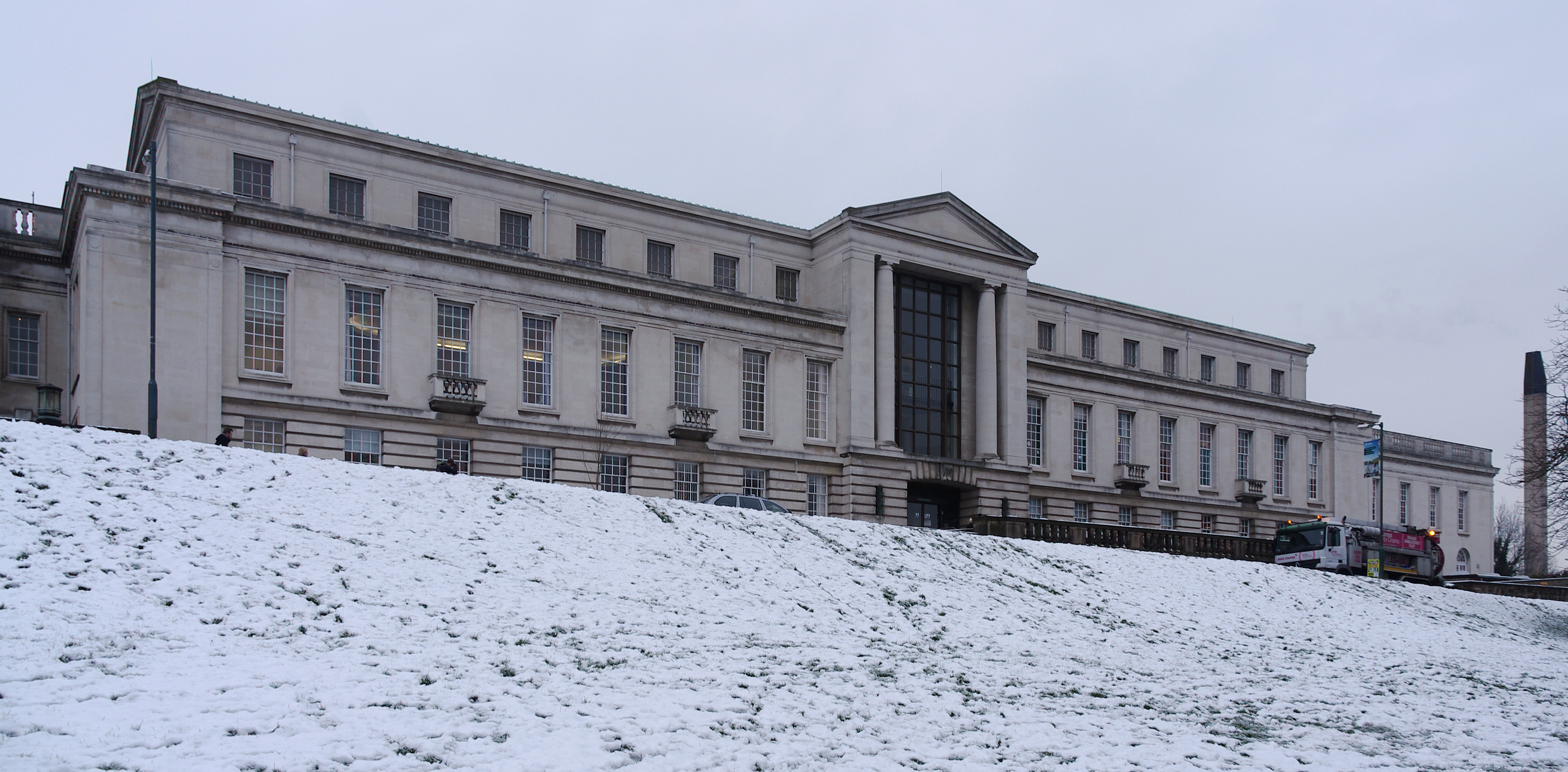
Portland Building der University of Nottingham

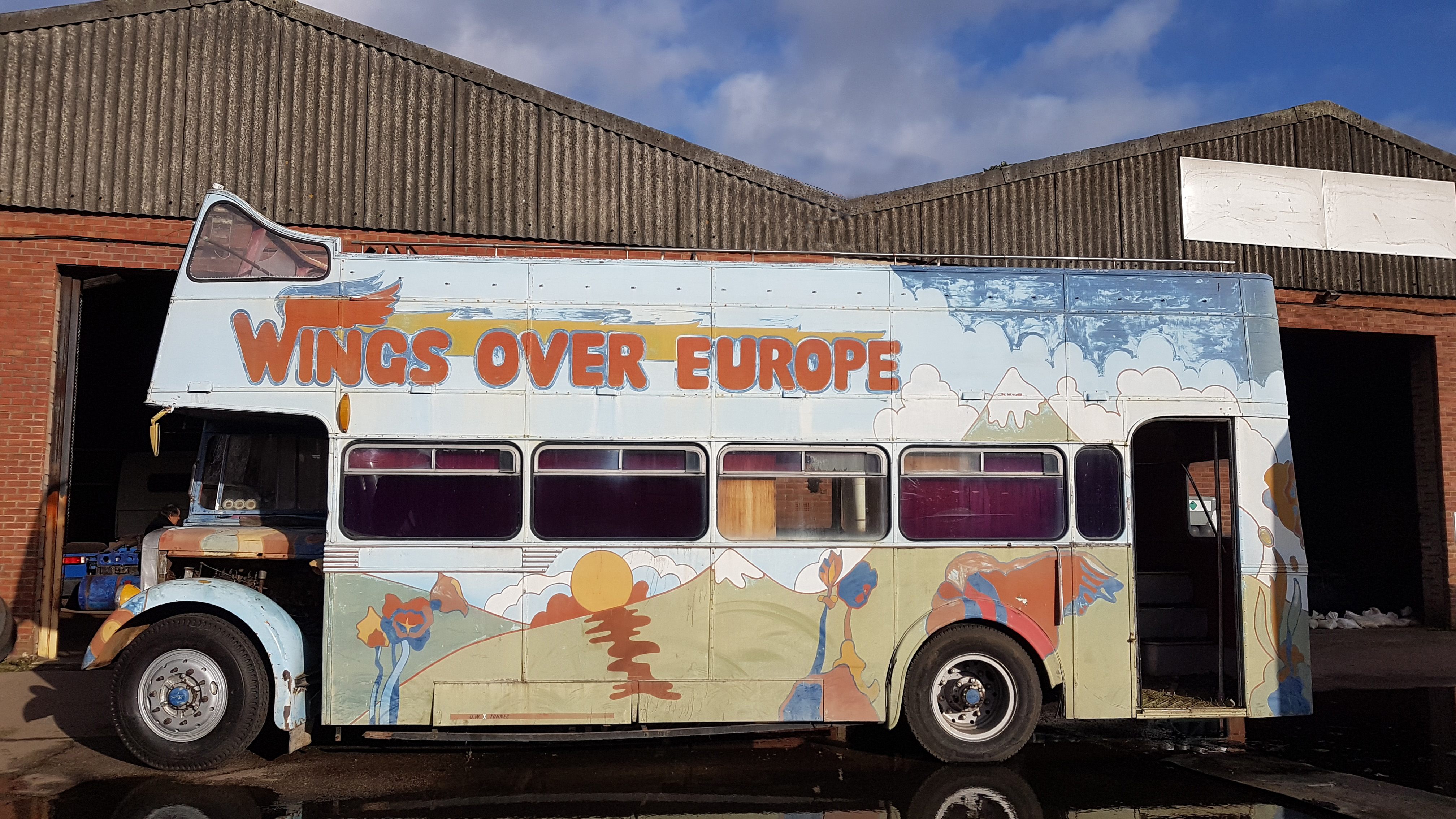
Tourbus der Wings, 1972

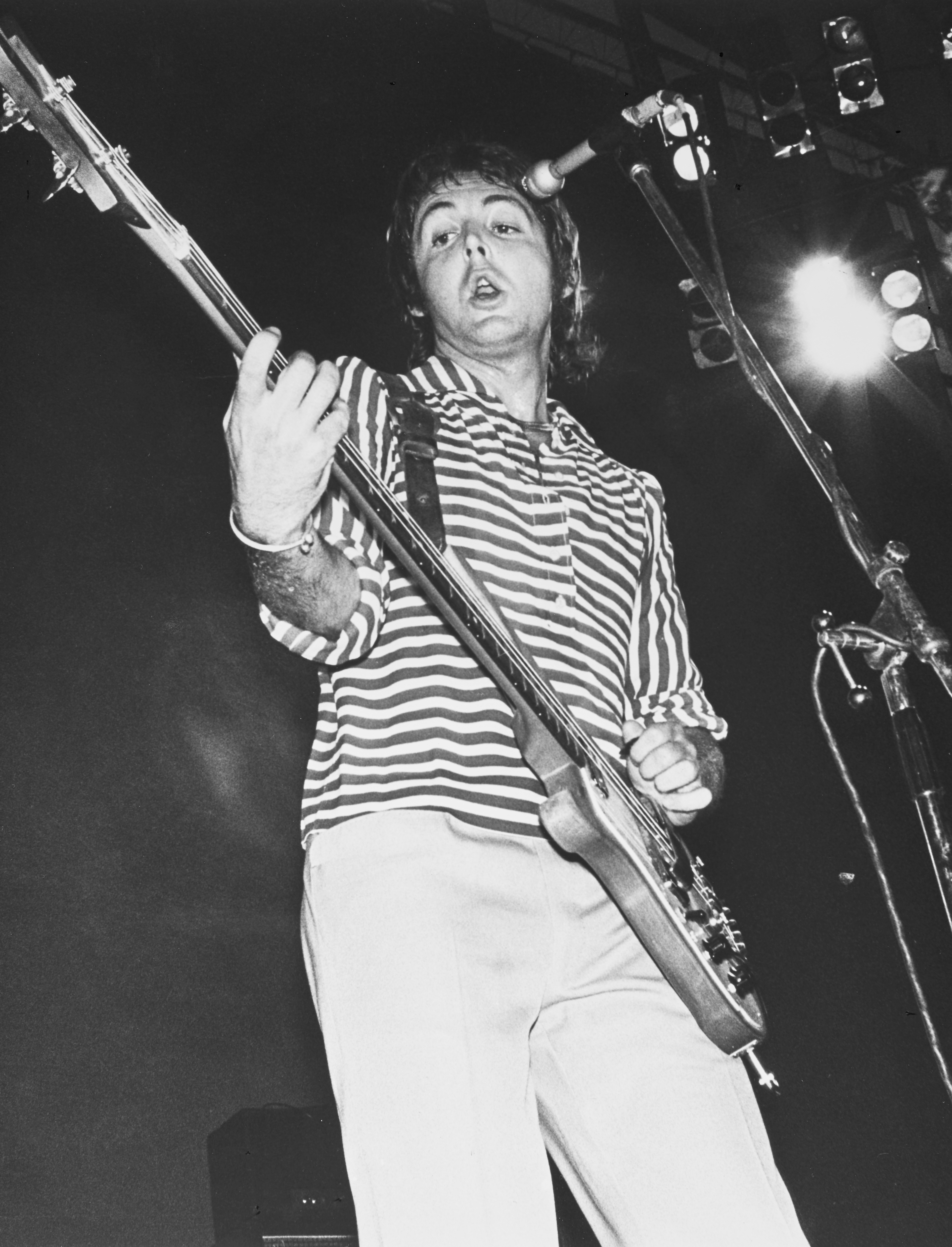
Live in Turku, Finnland, 5. August 1972

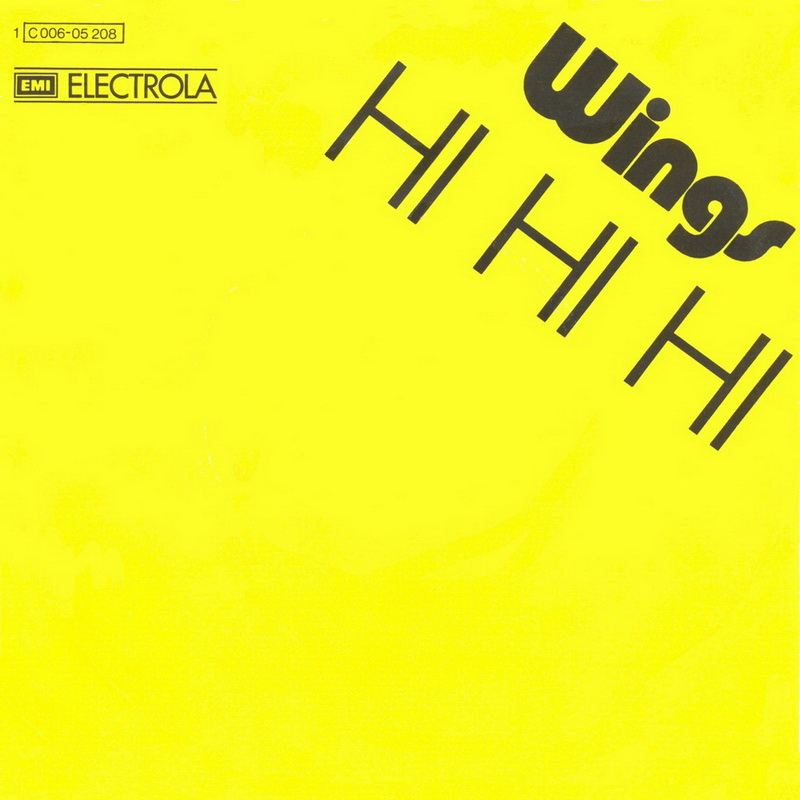
Single-Cover Hi Hi Hi

Im Jahr 1972 hatte die Band zwei Projekte in Angriff genommen: Tourneen und die Aufnahme eines zweiten Albums. Vom 9. bis zum 23. Februar 1972 gaben die Wings elf Konzerte in britischen Universitäten, teilweise vor nur einer geringen Zuschauermenge, so waren in Newcastle 400 und in Birmingham 750 Zuhörer anwesend. Das erste Konzert fand im Portland Building der University of Nottingham statt.
Anfang 1972 stieß der nordirische Gitarrist Henry McCullough zur Gruppe, der vormals Mitglied der The Grease Band war, die Joe Cocker musikalisch begleitete. Vom 9. Juli bis zum 24. August 1972 folgte die Europatournee „Wings Over Europe“, diese umfasste 25 Konzerte. Am 10. August 1972 wurden Paul und Linda McCartney sowie der Schlagzeuger Denny Seiwell in Schweden wegen Marihuana-Besitz verhaftet.
Im Jahr 1972 waren die Wings zwischen Februar bis November in verschiedenen Aufnahmestudios.
Vor dem Erscheinen des Albums veröffentlichten die Wings drei Singles. Zwei davon wurden nicht im Programm der BBC gespielt. Die erste, im Februar aufgenommene und am 25. Februar 1972 veröffentlichte, Single Give Ireland Back to the Irish / Give Ireland Back to the Irish (Version), die den Blutsonntag thematisierte, kam wegen des politischen Inhalts auf den Index des Senders.
Die dritte Single Hi, Hi, Hi / C Moon, im November aufgenommen und am 1. Dezember 1972 veröffentlicht, wurde wegen Anspielungen auf Sex und Drogen von der BBC boykottiert. Da die Single aber als Doppel-A-Seiten-Single beworben wurde, spielten Radiostationen das Lied C Moon und so gelangte die Single in Großbritannien und den USA in die Top 10 der Charts.
Die zweite Single Mary Had a Little Lamb / Little Woman Love, am 12. Mai 1972 veröffentlicht, wurde im Gegensatz zu den anderen beiden als textlich harmlos empfunden und erreichte ebenfalls die Top Ten in Großbritannien. In Deutschland wurde die Single in einer anderen Abmischung veröffentlicht, die den Kinderchor klanglich in den Hintergrund versetzte.
Die für das Album verwendeten Aufnahmen fanden vom 6. bis 15. März sowie vom 15. September bis 3. Oktober 1972 in fünf verschiedenen Studios in London statt. Am 25. und 26. Januar 1973 wurde das ursprünglich von Paul McCartney an Linda McCartney gerichtete Liebeslied My Love in den Abbey Road Studies fertiggestellt, das Arrangement stammt von Richard Hewson.
Am 6. März begannen die Aufnahmen mit dem Produzenten Glyn Johns in den Olympic Studios, da die Arbeit mit McCartney disharmonisch verlief und die Gruppe sich aus der Sicht von Johns undiszipliniert verhielt, beendete er seine Tätigkeit am 27. März 1972, sodass Paul McCartney alleiniger Produzent des Albums wurde.
Ursprünglich sollte das Album als Doppel-LP mit folgenden 17 Liedern erscheinen, am 13. Dezember 1972 wurde eine Acetatpressung hergestellt:
Seite 1
1. Big Barn Bed
2. My Love
3. When the Night
4. Single Pigeon

Seite 2
1. Tragedy (veröffentlicht 2018)
2. Mama’s Little Girl (Veröffentlichung im Februar 1990 als Single-B-Seite von Put it There)
3. Loup (1st Indian on the Moon)
4. I Would Only Smile (Veröffentlichung im Dezember 1980 auf dem Album Japanese Tears von Denny Laine)

Seite 3
1. Country Dreamer (Veröffentlichung im Oktober 1973 als Single-B-Seite von Helen Wheels)
2. Night Out (veröffentlicht 2018)
3. One More Kiss
4. Jazz Street (veröffentlicht 2018)

Seite 4
1. I Lie Around (Veröffentlichung im Juni 1973 als Single-B-Seite von Live and Let Die)
2. Little Lamb Dragonfly
3. Get on the Right Thing
4. 1882 (live) (veröffentlicht 2018)
5. The Mess I’m In (live) (Veröffentlichung im März 1973 als Single-B-Seite von My Love unter dem Titel The Mess)

Am 30. Januar 1973 wurde eine weitere Acetatpressung mit einer abgeänderten Titelliste für ein geplantes Doppelalbum gepresst, das in dieser Form aber erst im Dezember 2018 veröffentlicht wurde. Henry McCullough sagte über das Doppelalbum: „Ich war wirklich begeistert [mit dem Doppelalbum], denn von dem, was man auf dem Album gehört hat, gab es eine andere Seite, die das Beste aus McCartney herausholte.“ Denny Laine ergänzte: „Ich dachte, Red Rose Speedway wäre gut als Doppelalbum und eher ein Schaufenster für die Band. Als es als Single-Album herauskam, mochte ich es nicht so sehr wie Ram.“
Die Schallplattenfirma war mit der Idee, ein Doppelalbum zu veröffentlichen, nicht einverstanden, sodass sich der Veröffentlichungstermin um viereinhalb Monate verschob. Neun Titel des geplanten Doppelalbum wurden verworfen; unberücksichtigt blieben auch die aufgenommenen Lieder: Thank You Darling (2018 veröffentlicht), 1882 (Studio Version, 2018 veröffentlicht), The Mess (Studio Version, 2018 veröffentlicht) und Bridge on the River Suite (Veröffentlichung im Oktober 1974 als Single-B-Seite von Walking in the Park with Eloise unter dem Pseudonym Country Hams). Stattdessen wurde dem Album das Medley: Hold Me Tight / Lazy Dynamite / Hands of Love / Power Cut hinzugefügt. Das Lied Get on the Right Thing und Little Lamb Dragonfly stammten noch von den Aufnahmen zum Album Ram, wobei das letztere noch einmal während der Aufnahmen zu Red Rose Speedway überarbeitet wurde. Das Arrangement von Little Lamb Dragonfly stammt von George Martin.
Bei zwei in diesem Zeitraum aufgenommenen Liedern war eine Verwendung für das überarbeitete Doppelalbum, vom 30. Januar 1973, geplant. Best Friend wurde am 22. August 1972 bei einem Konzert in Antwerpen (Belgien) aufgenommen und 2018 veröffentlicht. Das Lied gehörte zur Setlist der Europatournee „Wings Over Europe“, genauso wie Seaside Woman, eine Komposition von Linda McCartney, die im November 1972 in den AIR Studios in London aufgenommen wurde. Das Lied wurde in den USA im Mai 1977 (August 1979 in Großbritannien) unter dem Pseudonym Suzy and the Red Stripes veröffentlicht. Im Oktober 1972 wurde ebenfalls in den A.I.R. Studios, mit George Martin als Produzenten, das Lied Live and Let Die aufgenommen, das die Titelmelodie zum James-Bond-Film Leben und sterben lassen wurde. Die Single Live and Let Die / I Lie Around  erschien am 1. Juni 1973 und wurde ein kommerzieller Erfolg.
Die Abmischung des Albums erfolgte im Januar 1973, das Lied One More Kiss wurde schon im Dezember 1972 abgemischt. Am 30. April 1973 erschien das Album Red Rose Speedway, das im Gegensatz zum Vorgängeralbum als Interpreten nun Paul McCartney & Wings nannte. Die Plattenfirma erhoffte sich durch die Nennung McCartneys bessere Verkaufszahlen. Beim Vorgängeralbum Wild Life wussten viele potentielle Käufer nicht, dass es sich um ein Album von Paul McCartney handelte. Red Rose Speedway wurde das zweite Nummer-eins-Album für Paul McCartney in den USA.
Nach der Veröffentlichung des Albums Red Rose Speedway folgten zwei Tourneen in Großbritannien; die erste vom 11. bis zum 27. Mai 1973 mit 15 Konzerten, die zweite vom 4. bis zum 10. Juli 1973 mit vier Konzerten.
Paul McCartney sagte im Nachhinein über das Album: „Ich meine, das Album ist OK. Es hat seine Momente, aber nichts, was an die Wirkung der Band persönlich heranreicht.“

## Covergestaltung
Das Album, das in einem Aufklapp-Cover veröffentlicht wurde, enthielt ein zwölfseitiges Booklet mit Fotografien von Linda McCartney, die während der Tournee 1972 aufgenommen worden waren sowie fotografierte Kunstwerke von Eduardo Paolozzi und Alan Jones. Auf der Rückseite des Albums war in Blindenschrift die Botschaft „We love you“ an Stevie Wonder geprägt. Die Vorderseite des Covers zeigt ausschließlich das Gesicht von Paul McCartney vor einem Motorrad und wurde im Dachstudio der Sunday Times aufgenommen, die anderen Musikgruppenmitglieder der Wings wurden auch auf dem Rückseitencover nicht abgebildet.
Für das Coverdesign war die Firma Gordon House verantwortlich.

## Titelliste
Alle Lieder wurden von Paul und Linda McCartney geschrieben.
Seite 1
1. Big Barn Bed – 3:48
2. My Love – 4:11
3. Get on the Right Thing – 4:17
4. One More Kiss – 2:28
5. Little Lamb Dragonfly – 6:20

Seite 2
1. Single Pigeon – 1:52
2. When the Night – 3:38
3. Loup (1st Indian on the Moon) – 4:23
4. Medley: Hold Me Tight / Lazy Dynamite / Hands of Love / Power Cut – 11:14

## Wiederveröffentlichungen

### Wiederveröffentlichungen bis 2007
- Die Erstveröffentlichung im CD-Format erfolgte im Oktober 1987. Der CD liegt ein zweifach aufklappbares bebildertes Begleitblatt bei. Das Album hat folgende drei Bonusstücke:[8]

1. I Lie Around – 5:01
2. Country Dreamer – 3:09
3. The Mess – 4:56

- Am 7. Juni 1993[9] wurde die CD in einer von Peter Mew remasterten Version veröffentlicht. Der CD liegt ein 16-seitiges bebildertes Begleitheft bei, das Information zum Album und die Liedtexte enthält. Die CD enthält folgende vier Bonusstücke:[10]

1. I lie Around – 5:01
2. The Mess – 4:56
3. Hi, Hi, Hi – 3:07
4. C Moon – 4:33

- Das Album erschien im Juni 1996 von Steve Hoffman erneut remastert in der DCC Compact Classics Edition als 24-Karat vergoldete CD. Der CD liegt ein bebildertes 20-seitiges Begleitheft bei, das Information zum Album und die Liedtexte enthält. Die CD-Plastikhülle befindet sich wiederum in einer Papphülle. Die CD enthält dieselben vier Bonusstücke, wie die 1993er Version.[11]
- Im Mai 2007 wurde das Album im Download-Format veröffentlicht.

### Archive Collection
- Am 7. Dezember 2018 wurde Red Rose Speedway, zum zweiten Mal remastert, von dem Musiklabel Capitol Records als Teil der Paul McCartney Archive Collection veröffentlicht. Das Remastering erfolgte von Alex Wharton und Steve Orchard in den Abbey Road Studios. Das CD-Album hat ein aufklappbares Pappcover, dem ein 18-seitiges bebildertes Begleitheft beigegelegt ist, das Informationen zum Album und die Liedtexte beinhaltet. Das Design stammt von der Firma YES. Das Album erschien in verschiedenen Formaten:
- Special Edition
Das originale 9-Track-Album mit einer Bonus-CD die folgenden Lieder erhält:[12]

1. Mary Had a Little Lamb – 3:32
2. Little Woman Love – 2:07
3. Hi, Hi, Hi – 3:08
4. C Moon – 4:34
5. The Mess (Live At The Hague) – 4:34
6. Live and Let Die – 3:12
7. I Lie Around – 5:01
8. Night Out – 2:16
9. Country Dreamer – 3:10
10. Seaside Woman (Linda McCartney) – 3:57
11. Best Friend (Live In Antwerp) – 3:59
12. Mama’s Little Girl – 3:45
13. I Would Only Smile (Denny Laine) – 3:23
14. Tragedy (Gerald H. Nelson, Fred B. Burch) – 3:21
15. Thank You Darling – 3:18
16. 1882 (Live In Berlin) – 6:31
17. Jazz Street – 5:08
18. Live And Let Die (Group Only, Take 10) – 3:33

- Das Album Red Rose Speedway wurde ebenfalls als Vinyl-Version als Doppel-LP (neu remastert) inklusive folgender 11 Bonustitel veröffentlicht, es enthält ein Nachdruck des 16-seitigen bebilderten Begleitheft des Originalalbums und einen Download-Code. Das Albumcover und das Begleitheft wurden auf Hochglanzpapier bzw. -pappe gedruckt.[13]

| Seite 1 1. Big Barn Bed – 3:48 2. My Love – 4:11 3. Get on the Right Thing – 4:17 4. One More Kiss – 2:28 5. Little Lamb Dragonfly – 6:20 | Seite 2 1. Single Pigeon – 1:52 2. When the Night – 3:38 3. Loup (1st Indian on the Moon) – 4:23 4. Medley: Hold Me Tight / Lazy Dynamite / Hands of Love / Power Cut – 11:14 |

| Seite 3 1. Mary Had a Little Lamb – 3:32 2. Little Woman Love – 2:07 3. Hi, Hi, Hi – 3:08 4. C Moon – 4:34 5. Live And Let Die – 3:12 6. I Lie Around – 5:01 | Seite 4 1. Thank You Darling – 3:18 2. 1882 (Live In Berlin) – 6:31 3. The Mess (Live At The Hague) – 4:34 4. Jazz Street – 5:08 5. Live And Let Die (Group Only, Take 10) – 3:33 |

- Deluxe Edition
Diese Ausgabe enthält ein 128-seitiges bebildertes Buch, das die Entstehung des Albums dokumentiert, sowie eine gelbe aufklappbare Mappe, die den Titel The Bruce McMouse Show trägt. In der Mappe befindet sich eine DVD und eine Blu-ray, die jeweils den bisher unveröffentlichten, teilweise animierten, Konzertfilm gleichen Namens enthalten, dazu beinhaltet die Mappe 14 Skizzenblätter als Faksimile sowie die Dialogue Sheets als Heft. Weiterhin ist ein 64-seitiges Fotobuch mit dem Titel Wings over Morocco beigelegt, das Fotos der Wings zeigt, als sich die Gruppe in Marrakesch in Marokko befand und das TV Special James Paul McCartney plante. Die drei CDs und die DVD sind in einer doppelt aufklappbaren Papphülle eingelegt. Das Buch, die Mappe, das Fotobuch und die Papphülle für die CDs/DVD befinden sich in einer Hochglanz-Pappbox, das auf der Vorder- und Rückseite Fotos aus der Fotoreihe, die für das Cover des Albums verwendet wurden, zeigt. Die Deluxe Edition enthält das originale 9-Track-Album mit zwei Bonus-CDs mit folgenden Liedern:[14]

CD 2 — Remastered Double Album
1. Night Out – 2:16
  - bisher unveröffentlichte Studioaufnahme, die Aufnahme erfolgte am 28. September 1972
2. Get On The Right Thing – 4:17
3. Country Dreamer – 3:10
  - Veröffentlichung im Oktober 1973 als Single-B-Seite von Helen Wheels
4. Big Barn Bed – 3:50
5. My Love – 4:08
6. Single Pigeon – 1:53
7. The Night – 3:38
8. Seaside Woman (Linda McCartney) – 3:57
  - Veröffentlichung im Mai 1977 als Single-A-Seite unter dem Pseudonym Suzy and the Red Stripes, die Aufnahme erfolgte am 20. März 1972
9. I Lie Around – 5:01
  - Wings’ fünfte Single B-Seite, die Aufnahme erfolgte ursprünglich am 19. Oktober 1970 während der Ram-Sessions
10. The Mess (Live At The Hague) – 4:34
  - Veröffentlichung im März 1973 als Single-B-Seite von My Love
11. Best Friend (Live In Antwerp) – 3:59
  - bisher unveröffentlichte Liveaufnahme, die Aufnahme erfolgte am 22. August 1972
12. Loup (1st Indian On The Moon) – 4:23
13. Medley: Hold Me Tight / Lazy Dynamite / Hands Of Love / Power Cut – 11:19
14. Mama's Little Girl – 3:45
  - Veröffentlichung im Februar 1990 als Single-B-Seite von Put it There, die Aufnahme erfolgte am 14. März 1972
15. I Would Only Smile (Denny Laine) – 3:23
  - Veröffentlichung im Dezember 1980 auf dem Album Japanese Tears von Denny Laine, die Aufnahme erfolgte am 22. März 1972
16. One More Kiss – 2:29
17. Tragedy (Gerald H. Nelson, Fred B. Burch) – 3:21
  - bisher unveröffentlichte Studioaufnahme, die Aufnahme erfolgte am 13. März 1972
18. Little Lamb Dragonfly – 6:23

CD 3 — Bonus Audio
1. Mary Had a Little Lamb – 3:32
  - Wings’ dritte Single A-Seite, die Aufnahme erfolgte am 27. März 1972
2. Little Woman Love – 2:07
  - Wings’ dritte Single B-Seite, die Aufnahme erfolgte am 13. November 1970 während der Ram-Sessions
3. Hi, Hi, Hi – 3:08
  - Wings’ zweite Single A-Seite, die Aufnahme erfolgte am 20. September 1972
4. C Moon – 4:34
  - Wings’ zweite Single B-Seite, die Aufnahme erfolgte am 2. September 1972
5. Live and Let Die – 3:12
  - Wings’ fünfte Single A-Seite, die Aufnahme erfolgte im Oktober 1972
6. Get On The Right Thing (Early Mix) – 4:41
7. Little Lamb Dragonfly (Early Mix) – 6:08
8. Little Woman Love (Early Mix) – 2:08
9. 1882 (Home Recording) – 3:26
10. Big Barn Bed (Rough Mix) – 3:48
11. The Mess – 4:53
  - bisher unveröffentlichte Studioaufnahme, die Aufnahme erfolgte am 8. März 1972
12. Thank You Darling – 3:18
  - bisher unveröffentlichte Studioaufnahme, die Aufnahme erfolgte am 23. März 1972
13. Mary Had A Little Lamb (Rough Mix) – 5:22
14. 1882 (Live In Berlin) – 6:31
15. 1882 – 6:51
  - bisher unveröffentlichte Studioaufnahme, die Aufnahme erfolgte am 13. November 1972
16. Jazz Street – 5:08
  - bisher unveröffentlichte Studioaufnahme, die Aufnahme erfolgte am 27. November 1972
17. Live And Let Die (Group Only, Take 10) – 3:33

sowie einer DVD mit folgendem Inhalt:
1. Music Videos

- Hi,Hi,Hi
- Mary Had A Little Lamb (Countryside)
- Mary Had A Little Lamb (Desert)
- Mary Had A Little Lamb (Barn)
- Mary Had A Little Lamb (Psychedelic)
- My Love

1. James Paul McCartney TV Special
2. Live And Let Die (Live in Liverpool)
3. Newcastle Interview

In einer Mappe befindet sich eine DVD und eine Blu-ray, die jeweils den bisher unveröffentlichten, teilweise animierten, Konzertfilm The Bruce McMouse Show enthalten. Die Abmischung erfolgte von Steve Orchard in Stereo und 5.1.
- Geplante Doppel-Vinyl-LP: Die erste bekannte Version eines Red Rose Speedway- Doppelalbums entstammt einer Acetatpressung vom 13. Dezember 1972 und wird im Hauptteil beschrieben, eine weitere Version stammt vom 30. Januar 1973, die rekonstruiert auf der Deluxe-Version und als Vinyl-Doppelalbum mit neuer Covergestaltung veröffentlicht wurde. Dem Album ist ein 12-seitiges bebildertes Begleitheft beigegelegt, das Informationen zum Album beinhaltet. Das Design stammt von der Firma YES. Das Album enthält einen Download-Code. Paul McCartney sagte im Rahmen der Wiederveröffentlichung zum geplanten Doppelalbum: „You know, this is actually how I recollect that double album. I don’t remember exactly why we changed it. Possibly because of the label? But, to be honest, it’s more likely that I would have just said it’s so much easier to deal with a single album.“[15]

| Seite 1 1. Night Out 2. Get on the Right Thing 3. Country Dreamer 4. Big Barn Bed 5. My Love | Seite 2 1. Single Pigeon 2. When the Night 3. Seaside Woman (Linda McCartney) 4. I Lie Around 5. The Mess (Live at The Hague) |

| Seite 3 1. Best Friend (Live in Antwerp) 2. Loup (1st Indian on the Moon) 3. Medley: Hold Me Tight / Lazy Dynamite / Hands of Love / Power Cut | Seite 4 1. Mama’s Little Girl 2. I Would Only Smile (Denny Laine) 3. One More Kiss 4. Tragedy (Gerald H. Nelson, Fred B. Burch) 5. Little Lamb Dragonfly |

- Im Dezember 2018 wurde folgender Gratis-Downloads auf der offiziellen Paul-McCartney-Homepage zur Verfügung gestellt, der bisher nicht offiziell erhältlich war:

Hands of Love (Take 2) – 2:22

Wings in Montreux, 22. Juli 1972

- Im Dezember 2018 wurde noch eine limitierte Superdeluxe-Box veröffentlicht, die neben den Deluxe-Versionen von Wild Life und Red Rose Speedway, ein 96-seitiges Fotobuch mit dem Titel Wings Over Europe, ein Nachdruck des 1972er Tourprogramms und einer CD, die folgende Liveaufnahmen aus den Jahren 1972 und 1973 enthält. Der gesamte Inhalt befindet sich in einem farbigen Pappschuber: [16]

1. Big Barn Bed (Live In Newcastle, 1973) – 4:29
2. Eat at Home (Live At The Hague, 1972) – 3:49
3. Smile Away (Live In Berlin, 1972) – 4:07
4. Bip Bop (Live At The Hague, 1972) – 2:25
5. Mumbo (Live In Antwerp, 1972) – 3:33
6. Blue Moon of Kentucky (Live At The Hague, 1972) – 3:13
7. 1882 (Live In Berlin, 1972) – 6:28
8. I Would Only Smile (Live In Antwerp, 1972) – 3:35
9. Give Ireland Back to the Irish (Live In Groningen, 1972) – 4:28
10. The Mess (Live In Berlin, 1972) – 4:14
11. Best Friend (Live In Antwerp, 1972) – 4:05
12. Soily (Live In Berlin, 1972) – 4:51
13. I Am Your Singer (Live At The Hague, 1972) – 2:47
14. Seaside Woman (Live In Groningen, 1972) – 3:54
15. Wild Life (Live At The Hague, 1972) – 5:19
16. My Love (Live At The Hague, 1972) – 4:15
17. Mary Had a Little Lamb (Live At The Hague, 1972) – 2:49
18. Maybe I’m Amazed (Live In Groningen, 1972) – 3:22
19. Hi, Hi, Hi (Live At The Hague, 1972) – 4:55
20. Long Tall Sally (Live In Groningen, 1972) – 1:58

### 50-jährige Jubiläumsausgabe
- Am 22. April 2023 anlässlich des 50-jährigen Jubiläums wurde das im Half-Speed-Mastering-Verfahren neu gemasterte Vinylalbum von Capitol Records, auf schwarzem Vinyl, veröffentlicht. Weiterhin ist eine Karte beigefügt, die einen Text von Miles Showell, Mastering-Ingenieur der Abbey Road Studios, enthält. Das Mastering erfolgte am 22. September 2022 in den Abbey Road Studios.[17]
- Am 22. April 2023 wurde das Album Red Rose Speedway in Dolby Atmos auf Streaming-Plattformen veröffentlicht.[18]

## Singleauskopplungen

### My Love
- Am 23. März 1973 (USA: 9. April 1973) erschien die Single My Love – mit dem Lied The Mess als B-Seite.[19] The Mess wurde während der Europatournee am 21. August 1972 beim Konzert in Den Haag (Niederlande) aufgenommen. My Love[20] mit dem grammatikalisch bewusst falsch formulierten Strophenende “My love does it good” wurde der zweite Nummer-eins-Hit für Paul McCartney in den USA und war dort auch in den R & B-Charts sehr erfolgreich.
- Im Dezember 1980 wurde bei Columbia Records folgende Single in den USA wiederveröffentlicht: My Love / Maybe I’m Amazed.[21]

### Musikvideos
Musikvideos wurden von den Liedern My Love (London 1973), Mary Had a Little Lamb, Hi Hi Hi und C Moon gedreht, nicht aber von der Single-A-Seite Give Ireland Back to the Irish.

## Kommerzieller Erfolg

### Chartplatzierungen

#### Album
Red Rose Speedway platzierte sich in Deutschland und der Schweiz erstmals bei der Wiederveröffentlichung 2018. Die 2018er Wiederveröffentlichung erreichte in Großbritannien Platz 82 und in den USA Platz 149.
| ChartsChartplatzierungen       | Höchstplatzierung | Wochen |
| ------------------------------ | ----------------- | ------ |
| Deutschland (GfK)              | 56 (1 Wo.)        | 1      |
| Schweiz (IFPI)                 | 89 (1 Wo.)        | 1      |
| Vereinigte Staaten (Billboard) | 1 (32 Wo.)        | 32     |
| Vereinigtes Königreich (OCC)   | 5 (17 Wo.)        | 17     |

#### Singles
| Jahr | Titel   | Höchstplatzierung, Gesamtwochen, AuszeichnungChartplatzierungen (Jahr, Titel, , Platzierungen, Wochen, Auszeichnungen, Anmerkungen) | Höchstplatzierung, Gesamtwochen, AuszeichnungChartplatzierungen (Jahr, Titel, , Platzierungen, Wochen, Auszeichnungen, Anmerkungen) | Höchstplatzierung, Gesamtwochen, AuszeichnungChartplatzierungen (Jahr, Titel, , Platzierungen, Wochen, Auszeichnungen, Anmerkungen) | Anmerkungen                         |
| Jahr | Titel   | DE | UK | US | Anmerkungen                         |
| ---- | ------- | --- | --- | --- | ----------------------------------- |
| 1973 | My Love | DE43 (1 Wo.)DE | UK9 (11 Wo.)UK | US1 Gold · (18 Wo.)US | Erstveröffentlichung: 23. März 1973 |

### Auszeichnungen für Musikverkäufe
| Land/Region                  | Auszeichnungen für Musikverkäufe (Land/Region, Auszeichnung, Verkäufe) | Verkäufe  |
| ---------------------------- | ---------------------------------------------------------------------- | --------- |
| Kanada (MC)                  | Platin                                                                 | 100.000   |
| Vereinigte Staaten (RIAA)    | Gold                                                                   | 500.000   |
| Vereinigtes Königreich (BPI) | Gold                                                                   | 1.000.000 |
| Insgesamt                    | 2× Gold · 1× Platin ·                                                  | 1.600.000 |

Hauptartikel: Paul McCartney/Auszeichnungen für Musikverkäufe

## TV SpecialJames Paul McCartney
Sir Lew Grade überzeugte Paul McCartney, ein TV-Special über sich selbst zu drehen. Der Regisseur Dwight Hemion leitete die Dreharbeiten im Februar und März 1973. Die Ausstrahlung erfolgte am 16. April 1973 in den USA und am 10. Mai in Großbritannien. Die aufgenommenen Lieder wurden von Paul McCartney allein und den Wings vorgetragen.
Folgende Lieder wurden gesendet:
Big Barn Bed; Medley: Blackbird / Bluebird / Michelle / Heart of the Country / Mary Had a Little Lamb; Medley: Little Woman Love / C Moon / My Love / Uncle Albert (ohne den zweiten Teil Admiral Halsey) / Gotta Sing, Gotta Dance (bisher unveröffentlicht) / Live and Let Die / The Mess / Maybe I’m Amazed / Long Tall Sally (nur in den USA gesendet) / Hi Hi Hi (nur in der britischen Übertragung gesendet) und Yesterday.

## The Bruce McMouse Show
The Bruce McMouse Show ist ein teilweise animierter Konzertfilm der Wings. Neben Konzertaufnahmen werden animierte Filmsequenzen über eine Maus namens Bruce gezeigt, die mit seiner Familie unterhalb der Konzertbühne, auf der die Wings spielen, leben. Während des Films interagieren die Gruppenmitglieder mit den Animationsfiguren. Paul McCartney veröffentlichte den Film nicht, da er mit dem Endergebnis nicht zufrieden war. Sein Ziel war es, einen Film zu produzieren, der die Qualität eines Animationsfilms von Disney entspricht und dieses wurde seiner Meinung nicht erreicht. Der Regisseur der Animationsteile war Eric Wylam, der Konzertaufnahmen Barry Cattington. Die Musikaufnahmen erfolgten von Alan Parsons, folgende Lieder werden im Film gezeigt: Uncle Albert/Admiral Halsey, Big Barn Bed, Bip Bop, The Mess, Wild Life, Mary had a Little Lamb, I am Your Singer, My Love, Eat at Home, Seaside Woman, Maybe I’m amazed, Blue Moon of Kentucky und Long Tall Sally. Der Film hatte seine Kinopremiere am 21. Januar 2019.